# 2020年東京オリンピックの陸上競技・男子20km競歩
2020年東京オリンピックの陸上競技・男子20km競歩（2020ねんとうきょうオリンピックのりくじょうきょうぎ・だんし20キロメートルきょうほ）は、2021年8月5日に北海道札幌市で開催された。

## 概要
男子20km競歩は1956年大会に導入されて以来、17回目の開催となった。決勝のみの単発レースである。前回の覇者・王鎮は中国代表に選抜されなかった。
競歩の会場は暑熱対策として東京から札幌へ移されたが、開催直前の気温は31.1℃、湿度は62%であった。このため、選手らは氷入りの帽子や冷やしたネックバンドを着用して競技に臨んだ。
16時30分に号砲が鳴り、57人がレースを開始した。大通公園を発着点とする1周1kmのコースで争われた。2km地点では、2019年の世界選手権の20km競歩の勝者・山西利和がトップ通過し、他の日本勢は2秒差で通過した。4km地点で中国の王凱華とインドのサンディープ・クマールが先頭集団から抜け出し、日本の山西と池田向希は3位集団の中にいた。9kmすぎからクマールが遅れ始め、中間10km地点で先頭は王1人になり、山西・池田ら2位集団が10秒差で続いた。12kmすぎで2位集団が王に追い付いたことで先頭集団が再び形成され、16km地点では山西、池田、マッシモ・スタノ（イタリア）、ディエゴ・ガルシア（スペイン）が激しい先頭争いを繰り広げた。17kmすぎに先頭は山西・池田・スタノの3人に絞られ、18kmすぎより山西が先頭から遅れがちとなった。19km地点でスタノがスパートをかけてそのままゴールし金メダル、池田は9秒差で銀メダル、山西は23秒差で銅メダルを獲得した。オリンピックのこの種目で日本勢がメダルを獲得するのは初めてである。池田・山西のメダル獲得により、今大会の日本勢のメダル獲得数は43個となり、日本の史上最多メダル獲得数を更新した。

## エントリー
各国内オリンピック委員会（NOC）は期限内に参加標準記録を突破するか、ワールドアスレティックスランキングで上位に入った選手を3人までエントリーすることができる。（3人の制限は1930年のオリンピックコングレス以来継続している。）参加標準記録は1時間21分00秒であった。参加標準記録はランキングでの出場権を獲得できなかった選手に参加資格を与えるために設定されたものである。ワールドアスレティックスランキングは各人のベスト5の記録を平均したものを基礎として、各大会の重要度で重み付けして算出したものである。本種目は参加予定人数は60人であり、参加標準記録を突破したことにより43人が出場権を得たため、17人がランキングに基づき選出された。
選手選考の対象となる期間は当初、2019年5月1日から2020年6月29日までであった。新型コロナウイルス感染症の世界的流行を受け、対象となる選考会が2020年4月6日から11月30日まで中断し、選考期間は2021年6月29日まで延長された。選考期間外でも直近のエリア選手権大会はランキングに反映されうる。
各NOCは全種目を通じて参加標準記録を突破する選手が誰もいない場合、男女1人ずつに限っていずれかの種目にエントリーすることが可能であったが、本種目には該当する選手はいなかった。

## 記録
今大会前の各種記録は次の通りである。
| 区分             | 選手           | 記録    | 会場             | 日付          |
| 世界記録         | 鈴木雄介 (JPN) | 1:16:36 | 日本能美         | 2015年5月15日 |
| オリンピック記録 | 陳定 (CHN)     | 1:18.46 | イギリスロンドン | 2012年8月4日  |

| エリア       | 記録       | 選手                       | 国籍           |
| ------------ | ---------- | -------------------------- | -------------- |
| アフリカ     | 1:19:02    | ハテム・グーラ             | チュニジア     |
| アジア       | 1:16:36 WR | 鈴木雄介                   | 日本           |
| ヨーロッパ   | 1:17:02    | ヨアン・ディニズ           | フランス       |
| 北中米カリブ | 1:17:46    | フリオ・レネ・マルティンス | グアテマラ     |
| オセアニア   | 1:17:33    | ネーサン・ディークス       | オーストラリア |
| 南アメリカ   | 1:17:21    | ジェファーソン・ペレス     | エクアドル     |

今大会での記録更新はなかった。

## 日程
時刻は日本標準時（UTC+9）
1日のみの開催であった。
| 日付               | 時刻  | ラウンド |
| ------------------ | ----- | -------- |
| 2021年8月5日（木） | 16:30 | 決勝     |

## 結果
出典
| 順位 | 選手                           | 国籍           | 記録                           | 1位との差                      | 備考 |
| ---- | ------------------------------ | -------------- | ------------------------------ | ------------------------------ | ---- |
| 1    | マッシモ・スタノ               | イタリア       | 1:21:05                        |                                |      |
| 2    | 池田向希                       | 日本           | 1:21:14                        | +0:09                          |      |
| 3    | 山西利和                       | 日本           | 1:21:28                        | +0:23                          |      |
| 4    | アルバロ・マルティン           | スペイン       | 1:21:46                        | +0:41                          |      |
| 5    | クリストファー・リンケ         | ドイツ         | 1:21:50                        | +0:45                          |      |
| 6    | ディエゴ・ガルシア             | スペイン       | 1:21:57                        | +0:52                          |      |
| 7    | 王凱華                         | 中国           | 1:22:03                        | +0:58                          |      |
| 8    | 張俊                           | 中国           | 1:22:16                        | +1:11                          |      |
| 9    | ペルセウス・カールストロム     | スウェーデン   | 1:22:29                        | +1:24                          |      |
| 10   | カラム・ウィルキンソン         | イギリス       | 1:22:38                        | +1:33                          |      |
| 11   | アンドレス・オリバス           | メキシコ       | 1:22:46                        | +1:41                          |      |
| 12   | ブリアン ダニエル・ピンタド    | エクアドル     | 1:22:54                        | +1:49                          |      |
| 13   | カイオ・ボンフィン             | ブラジル       | 1:23:21                        | +2:16                          |      |
| 14   | マヌエル・エステバン・ソト     | コロンビア     | 1:23:32                        | +2:27                          |      |
| 15   | フランチェスコ・フォルトゥナト | イタリア       | 1:23:43                        | +2:38                          |      |
| 16   | ケバン・カンピオン             | フランス       | 1:23:53                        | +2:48                          | SB   |
| 17   | デクラン・ティンゲイ           | オーストラリア | 1:24:00                        | +2:55                          | PB   |
| 18   | エイデル・アレバロ             | コロンビア     | 1:24:10                        | +3:05                          |      |
| 19   | デイヴィット・ウルタド         | エクアドル     | 1:24:31                        | +3:26                          |      |
| 20   | ウェーン・スナイマン           | 南アフリカ     | 1:24:33                        | +3:28                          |      |
| 21   | セサル・ロドリゲス             | ペルー         | 1:24:40                        | +3:35                          |      |
| 22   | レオ・コップ                   | ドイツ         | 1:24:46                        | +3:41                          |      |
| 23   | サンディープ・クマール         | インド         | 1:25:07                        | +4:02                          |      |
| 24   | ガブリエル・ボルディエ         | フランス       | 1:25:23                        | +4:18                          |      |
| 25   | トム・ボスワース               | イギリス       | 1:25:57                        | +4:52                          |      |
| 26   | 蔡澤林                         | 中国           | 1:26:39                        | +5:34                          |      |
| 27   | ジョン・カスタネーダ           | コロンビア     | 1:26:41                        | +5:36                          |      |
| 28   | ニルス・ブレンバッハ           | ドイツ         | 1:26:45                        | +5:40                          |      |
| 29   | デイヴィッド・ケニー           | アイルランド   | 1:26:54                        | +5:49                          |      |
| 30   | ホセ・オスワルド・カレル       | グアテマラ     | 1:26:55                        | +5:50                          |      |
| 31   | ミゲル・アンヘル・ロペス       | スペイン       | 1:27:12                        | +6:07                          |      |
| 32   | 高橋英輝                       | 日本           | 1:27:29                        | +6:24                          |      |
| 33   | マリウス・ジウカス             | リトアニア     | 1:27:35                        | +6:30                          |      |
| 34   | サヒン・セノドゥンジュ         | トルコ         | 1:27:39                        | +6:34                          |      |
| 35   | ホルディ・ヒメネス             | エクアドル     | 1:27:52                        | +6:47                          |      |
| 36   | カイル・スワン                 | オーストラリア | 1:27:55                        | +6:50                          |      |
| 37   | チェ・ビョングァン             | 韓国           | 1:28:12                        | +7:07                          | SB   |
| 38   | ノエル・チャマ                 | メキシコ       | 1:28:23                        | +7:18                          |      |
| 39   | ゲオルギー・シェイコ           | カザフスタン   | 1:28:38                        | +7:33                          |      |
| 40   | ホセ・オーティズ               | グアテマラ     | 1:28:57                        | +7:52                          |      |
| 41   | ミロスラフ・ウーラドニーク     | スロバキア     | 1:29:25                        | +8:20                          |      |
| 42   | ヘスス・タデオ・ベガ           | メキシコ       | 1:30:37                        | +9:32                          |      |
| 43   | ルイス エンリ・カンポス        | ペルー         | 1:30:58                        | +9:53                          |      |
| 44   | フェデリコ・トントドナティ     | イタリア       | 1:31:19                        | +10:14                         |      |
| 45   | アレクサンドル・リャコビッチ   | ベラルーシ     | 1:31:28                        | +10:23                         |      |
| 46   | マテウス・コヘア               | ブラジル       | 1:31:47                        | +10:42                         |      |
| 47   | ラフル・ローヒラー             | インド         | 1:32:06                        | +11:01                         |      |
| 48   | アブドゥルセラム・イムク       | トルコ         | 1:32:27                        | +11:22                         |      |
| 49   | イワン・ロセフ                 | ウクライナ     | 1:33:26                        | +12:21                         |      |
| 50   | ニック・クリスティ             | アメリカ合衆国 | 1:34:37                        | +13:32                         |      |
| 51   | イルファン・コロトゥム・トディ | インド         | 1:34:41                        | +13:36                         | SB   |
| 52   | エドゥアルド・ザブジェンコ     | ウクライナ     | 1:39:38                        | +18:33                         |      |
| —    | ルーカス・マッツォ             | ブラジル       | 途中棄権                       | 途中棄権                       |      |
| —    | ウカシュ・ニエジャウェク       | ポーランド     | 途中棄権                       | 途中棄権                       |      |
| —    | サリフ・コルクマツ             | トルコ         | 途中棄権                       | 途中棄権                       |      |
| —    | ワシリー・ミジノフ             | ROC (ROC)      | 失格（ロス・オブ・コンタクト） | 失格（ロス・オブ・コンタクト） |      |
| —    | ホセ・アレハンドロ・バロンド   | グアテマラ     | 失格（ロス・オブ・コンタクト） | 失格（ロス・オブ・コンタクト） |      |